# Comantella fallei
Comantella fallei là một loài ruồi trong họ Asilidae. Comantella fallei được Back miêu tả năm 1909. Loài này phân bố ở vùng Tân Bắc giới.